# Rugosana compta
Rugosana compta är en insektsart som beskrevs av Fowler 1903. Rugosana compta ingår i släktet Rugosana och familjen dvärgstritar. Inga underarter finns listade i Catalogue of Life.